# Bauarbeitsschlüssel
Der Bauarbeitschlüssel (BAS) ist ein Verzeichnis, in dem die unterschiedlichen Tätigkeiten bei der Erstellung von Bauwerken systematisch zusammengestellt sind. Der BAS findet seine Anwendung bei der Arbeitsvorbereitung, indem die unterschiedlichen Positionen eines Leistungsverzeichnisses zu Arbeitsvorgängen zusammengefasst werden. Damit werden die Kalkulationsvorgaben in einer Form bereitgestellt, die die Erfassung der Ist-Kosten bei der Mitkalkulation für das Baustellenpersonal übersichtlicher gestaltet.